# Polyortha trochilodes
Polyortha trochilodes es una especie de polilla de la familia Tortricidae. Se encuentra en Colombia.